# Hamburský racek
Hamburský racek, též běloocasý racek, je okrasné plemeno holuba domácího. Je to malý holoubek jemné konstituce, s kulatou hlavou, krátkým zobákem a lasturovitou chocholkou. V seznamu plemen EE patří do plemenné skupiny racků a je zapsán pod číslem 0707.
Je to plemeno pocházející z Německa, z Hamburku. Vyšlechtěný byl křížením různých plemen racků a rejdičů. Patří mezi krátkozobé racky, i když jeho zobák je delší ve srovnání s rackem orientálním či africkým. Je to malý pták ušlechtilých tvarů s výraznou kulatou hlavou. Ta je široká, s vyklenutým čelem, zdobená přilehnou lasturovitou chocholkou zakončenou dobře vyvinutými postranními růžicemi. Zobák je široce nasazený v tupém úhlu k čelu a je dost krátký. Jeho barva odpovídá barvě opeření, červení a žlutí holubi mají zobák rohový, modří a černí tmavý až černý. Hrdlo ptáka je vyplněno lalůčkem. Oči jsou žluté až oranžové. Krk je středně dlouhý a přechází v širokou, zaoblenou hruď. Na přední straně krku a hrudi se nachází výrazná náprsenka tvořená zkadeřeným peřím. Záda jsou mírně spadající, křídla přilehlá a nesená na středně dlouhém ocasu. Nohy jsou krátké, s neopeřenými běháky.
Opeření je hladce přilehlé. Celé tělo je barevné, jen ocas včetně horních ocasních krovek a podocasníku jsou vždy bílé. Existuje barevný ráz černý a černopruhý, červený, žlutý, červenopruhý a červený kapratý a žlutopruhý a žlutý kapratý a sivý.
Hamburský racek je výhradně okrasné plemeno vhodné do voliérového chovu, odchov holoubat je kvůli krátkému zobáku většinou možný jen při použití chůvek.